# John Paulet (14e marquis de Winchester)
Pour les articles homonymes, voir Paulet.
John Paulet, 14e marquis de Winchester (3 juin 1801 - 4 juillet 1887), titré comte de Wiltshire jusqu'en 1843, est un pair et militaire britannique.

## Biographie
Né à Amport House en 1801, il est fils aîné de Charles Paulet (13e marquis de Winchester). Il fait ses études au Collège d'Eton. Le 10 avril 1817, il est cornet dans le 10e Light Dragoons, puis lieutenant le 16 novembre 1820, et capitaine dans le 35e Regiment d'infanterie le 12 juin 1823. Il échange avec le 8e Hussars la même année. Le 9 juin 1826, il est major dans le régiment puis lieutenant-colonel d'infanterie le 30 décembre 1826. Le 14 avril 1837, il remplace George Bingham (3e comte de Lucan) comme lieutenant-colonel du 17e Lancers, puis prend sa retraite de l'armée le jour suivant. Le 29 juin 1842, il est nommé colonel de la milice du North Hampshire après la mort de George Rodney (3e baron Rodney), au grand dam du lieutenant-colonel régimentaire, Peter Hawker, qui aspirait au poste.
Paulet succède à son père comme marquis de Winchester en 1843. Il est nommé lieutenant adjoint du Hampshire le 31 mars 1847 et succède au duc de Wellington en tant que Lord Lieutenant du Hampshire en 1852.
Le 29 novembre 1855, Winchester épouse Mary Montagu (1828–1868), fille de Henry Robinson-Montagu (6e baron Rokeby), à St James, Westminster. Ensemble, ils ont trois enfants:
- Augustus Paulet (15e marquis de Winchester) (6 février 1858-11 décembre 1899)
- Lillian Mary (26 juillet 1859-11 novembre 1952): mariée à Randolph Gordon Erskine-Wemyss, Laird du château de Wemyss et chef du clan Wemyss. Ils ont un fils Michael qui épouse Victoria Cavendish-Bentinck, fille de William Cavendish-Bentinck (6e duc de Portland), et une fille Mary qui épouse le lieutenant Ernest Caswell des Grenadier Guards.
- Henry Paulet (16e marquis de Winchester) (30 oct 1862-28 juin 1962)

Il meurt le 4 juillet 1887 et est remplacé par son fils aîné, Auguste.